# Ульяновка (Тамалинский район)
Улья́новка — село, административный центр Ульяновского сельского совета Тамалинского района Пензенской области. На 1 января 2004 года — 133 хозяйств, 358 жителей.

## География
Расположено на реке Грязнухе, левом притоке Сюверни. Расстояние до районного центра пгт. Тамала — 14 км.

## История
Село основано в середине XVIII века как деревня Грязнуха, относилось к Чембарскому уезду, затем Белинскому району. Около 1930 года переименовано в Ульяновку. С 1949 года — в Тамалинском районе. В 1955 году — центральная усадьба колхоза имени М. И. Калинина, с 1960-й по 1990-е годы функционировал колхоз «Родина», один из передовых в области. Выращивали зерновые культуры, сахарную свёклу, занимались животноводством.

## Численность населения
| 1864 | 1877 | 1897  | 1911  | 1930  | 1939  | 1959 |
| ---- | ---- | ----- | ----- | ----- | ----- | ---- |
| 717  | ↗971 | ↗1118 | ↗1177 | ↗1657 | ↘1107 | ↘529 |
| 1979 | 1989 | 1996  | 2002  | 2010  |       |      |
| ↘393 | ↗396 | ↗405  | ↘366  | ↘340  |       |      |

## Улицы
- Дружбы;
- Луговая;
- Мира;
- Новая;
- Центральная.

## Инфраструктура
В селе имеются: почта, телеграф, телефон, средняя школа, фельдшерско-акушерский пункт, филиал Сбербанка России, детский сад, библиотека, дом культуры, дом быта, торговый центр.